# Gunnar Anderssonland
Gunnar Anderssonland is een schiereiland in Nationaal park Noordoost-Groenland in het oosten van Groenland. Het is een van de schiereilanden in het fjordensysteem van het Koning Oscarfjord en is een deel van het eiland Ymer Ø.
Het schiereiland is vernoemd naar Carl Filip Gunnar Andersson.

## Geografie
Het eiland wordt in het noorden begrensd door het Keizer Frans Jozeffjord en in het zuiden door de Dusénfjord. In het zuidwesten is het schiereiland verbonden met Ymer Ø.
Aan de overzijde van het water ligt in het noordwesten Andréeland, in het noorden Strindbergland, in het noordoosten Gauss Halvø en in het zuiden Ymer Ø.